# Кастеларо (Форли-Чезена)
Кастеларо (итал. Castellaro) је насеље у Италији у округу Форли-Чезена, региону Емилија-Ромања.
Према процени из 2011. у насељу је живело 45 становника. Насеље се налази на надморској висини од 210 м.